# Teetet (poeta romà d'Orient)
Teetet (en llatí Theaetetus, en grec Θεαίτητος) fou un poeta epigramatista romà d'Orient del temps de Justinià I que als seus epigrames fa referència a Domní, prefecte de la ciutat sota Justí I. Va rebre el nom d'Escolàstic. Algunes vegades s'ha confós amb Teetet, un poeta que va florir l'any 316 aC.
L'obra περὶ ἀττικῶν ὀνομάτων consta sota el nom de Teetet Escolàstic i es considera que li pertany. Suides cita una obra de proverbis (περὶ παροιμιῶν) de la que diu que l'autor era Teetet, però no se sap si parla del mateix personatge.